# Десяткин, Роман Васильевич
Роман Васильевич Десяткин (род. 25 мая 1950 года, с. Тюнгюлю, Мегино-Кангаласский район, ЯАССР СССР) — советский и российский почвовед, награждён золотой медалью имени В. В. Докучаева (2016).

## Биография
Родился 25 мая 1950 года в с. Тюнгюлю Мегино-Кангаласского района ЯАССР.
С 1968 по 1970 годы — проходил службу в Советской армии.
В 1976 году — окончил биолого-географический факультет Якутского госуниверситета (специальность «географ»), а в 1980 году — аспирантуру Ленинградского госуниверситета (специальность «география почв и почвоведение»).
С 1981 года работает в Институте биологических проблем криолитозоны СО РАН, пройдя путь от младшего научного сотрудника лаборатории почвоведения до заместителя директора Института по научной работе (с января 2001 года), в настоящее время — заведующий лабораторией экологии почв и аласных экосистем, которой руководит с 1992 года.
Член КПРФ с 1999 года.

## Научная деятельность
Специалист в области почвоведения и экологи.
С 1988 года ведет экосистемные исследования на таёжно-аласных ландшафтах, позволяющие решать актуальные фундаментальные и прикладные проблемы рационального природопользования Якутии.
Организатор международного стационара по изучению водного баланса таёжно-аласных ландшафтов: выявил влияние сельскохозяйственного производства на таёжно-аласные ландшафты, причины нарушения равновесия природной среды на этой территории, отметил появление очагов деградации таёжно-аласных ландшафтов.
Председатель Якутского отделения Докучаевского общества почвоведов РАН.

## Награды
- Золотая медаль имени В. В. Докучаева (2016) — за цикл работ по генезису, географии и эволюции криогенных почв и их трансформации в условиях меняющегося климата
- Заслуженный деятель науки Республики Саха (Якутия)